# John B. Watson

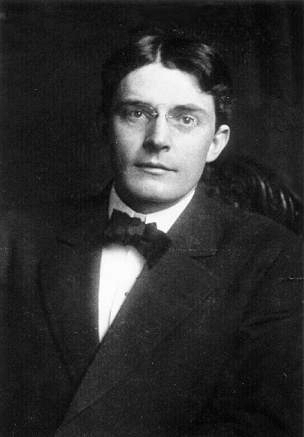
John B. Watson
(Aufnahme aus der Zeit zwischen 1908 und 1921)

John Broadus Watson (* 9. Januar 1878 nahe Greenville, South Carolina; † 25. September 1958 in New York City) war ein US-amerikanischer Psychologe, der die psychologische Schule des Behaviorismus begründete.

## Leben
Watson stammte aus einer ländlichen Gegend im US-Bundesstaat South Carolina. Nach einer Lehrerausbildung und einer einjährigen Tätigkeit als Schulrektor schrieb er sich an der Universität Chicago ein, um die philosophischen Grundlagen der Pädagogik zu studieren. Watson war (nach Buckley) bald von den Lehrinhalten frustriert: Er konnte das, was seine Professoren (unter anderem John Dewey) sagten, einfach nicht nachvollziehen. Er besuchte daher lieber Kurse in Biologie. Nach der Promotion 1903 (er war der bis dahin jüngste Student in der Geschichte der Universität Chicago, der den Ph.D. erwarb) blieb er an der Universität und forschte im Bereich der Neurophysiologie. Watson erhielt 1908 eine Professur für experimentelle und vergleichende Psychologie und zugleich die Leitung des psychologischen Labors an der Johns Hopkins University übertragen, die er bis 1920 innehatte. 1917 wurde er in die American Academy of Arts and Sciences gewählt. 1920 verlor Watson seine Professur aufgrund eines Verhältnisses mit einer Mitarbeiterin, welches publik geworden war. Bis 1945 arbeitete er dann in der Werbepsychologie.

## Werk
Watson gilt als der erste, der die Begriffe „Behaviorismus“ und „Behaviorist“ verwendet hat (in seinem grundlegenden Artikel „Psychology as the behaviorist views it“ aus dem Jahr 1913). Die Form des Behaviorismus, die Watson propagierte, bezeichnet man gemeinhin als klassischen Stimulus-Response-Behaviorismus. Er vertrat den Standpunkt, dass der angemessene Untersuchungsgegenstand der Psychologie das Verhalten ist, nicht geistiges, subjektives oder bewusstes Erleben. Er definierte die Psychologie als eine Naturwissenschaft vom Verhalten:

“Psychology as the behaviorist views it is a purely objective experimental branch of natural science. Its theoretical goal is the prediction and control of behavior. Introspection forms no essential part of its methods, nor is the scientific value of its data dependent upon the readiness with which they lend themselves to interpretation in terms of consciousness. The behaviorist, in his efforts to get a unitary scheme of animal response, recognizes no dividing line between man and brute. The behavior of man, with all of its refinement and complexity, forms only a part of the behaviorist's total scheme of investigation.”

„Die Psychologie ist aus der Sicht des Behavioristen ein rein objektiver experimenteller Zweig der Naturwissenschaften. Ihr theoretisches Ziel ist die Voraussage und Kontrolle des Verhaltens. Die Introspektion zählt nicht zu ihren Methoden, noch hängt der wissenschaftliche Wert ihrer Daten davon ab, wie leicht sie sich in den Begriffen des Bewusstseins interpretieren lassen. Der Behaviorist erkennt keine Trennlinie zwischen Mensch und Tier, insofern, als er ein einheitliches Verständnis des tierischen Verhaltens anstrebt. Das Verhalten des Menschen ist in all seiner Verfeinerung und Komplexität nur ein Teil dessen, was der Behaviorist untersuchen möchte.“

Watson übertrug das Prinzip der klassischen Konditionierung (nach Iwan Petrowitsch Pawlow) von der Tierpsychologie auf die Psychologie des Menschen. Pawlow ließ stets, wenn ein Hund gefüttert wurde, ein Metronom ticken. Nach einiger Zeit reagierte der Hund bereits nur auf das Ticken des Metronoms mit der Absonderung von Speichel, was sonst stets nur mit dem Füttern einherging. Der instinktive, unbedingte Reflex (Speichelfluss bei Fütterung) wird durch die wiederholte Präsentation des Tickens des Metronoms vor der Futtergabe zum bedingten Reflex. Watson präsentierte nun analog dazu einem kleinen Jungen wiederholt eine weiße Ratte (neutraler Reiz), stets in Verbindung mit einem furchterregend lauten Hammerschlag (Erschrecken als unbedingter Reflex), sobald der Junge die Ratte berührte (Little-Albert-Experiment von 1920). In der Folge entstand der bedingte Reflex des Erschreckens nur bei Anblick der weißen Ratte, ohne Hammerschlag.

## Watsons Ansichten zur Erziehung
Watson gab seinen Ansichten später in Behaviorism eine noch prägnantere Form als 1913. Sehr bekannt ist folgendes Zitat:

“I should like to step further now and say, “Give me a dozen healthy infants, well-formed, and my own specified world to bring them up in and I'll guarantee to take any one at random and train him to become any type of specialist I might select – doctor, lawyer, artist, merchant-chief and, yes, even beggar-man and thief, regardless of his talents, penchants, tendencies, abilities, vocations, and race of his ancestors”. I am going beyond my facts and I admit it, but so have the advocates of the contrary and they have been doing it for many thousands of years. Please note that when this experiment is made up I am allowed to specify the way the children are to be brought up and the type of world they have to live in.”

„Ich würde sogar noch weiter gehen und sagen ‚Gebt mir ein Dutzend wohlgeformter, gesunder Kinder und meine eigene, von mir entworfene Welt, in der ich sie großziehen kann und ich garantiere euch, dass ich jeden von ihnen zufällig herausgreifen kann und ihn so trainieren kann, dass aus ihm jede beliebige Art von Spezialist wird – ein Arzt, ein Rechtsanwalt, ein Kaufmann und, ja, sogar ein Bettler und Dieb, ganz unabhängig von seinen Talenten, Neigungen, Tendenzen, Fähigkeiten, Begabungen und der Rasse seiner Vorfahren‘. Ich gebe zu, dass ich spekuliere, aber das tun die Verfechter der Gegenseite ebenfalls und sie taten es viele tausend Jahre lang. Beachten Sie bitte, dass dieses Experiment voraussetzt, dass ich festlegen darf, wie genau die Kinder großgezogen werden und in welcher Welt sie zu leben haben.“

James Todd und Edward Morris stellten dazu fest, dass dieses Zitat oft aus dem Kontext gerissen wird. Insbesondere der Satz, der Watsons Aussage relativiert, werde fast immer weggelassen (“I am going beyond my facts and I admit it, but so have the advocates of the contrary and they have been doing it for many thousands of years”). Auch der Kontext des Zitats wird oft verschwiegen, nämlich, dass sich Watson damit gegen die Anhänger der Eugenik (die o. e. „Verfechter der Gegenseite“) wandte, also der Idee, dass man durch Zucht oder Auswahl zur Fortpflanzung und Sterilisation die Erbanlagen der Bevölkerung verbessern könne und solle. Zudem wird aus Watsons sonstigen Aussagen deutlich, dass er kein Vertreter der Tabula-Rasa-Position war.
Seine Ansichten zur Kleinkinderziehung legte Watson in dem 1928 erschienenen Werk „Psychological Care of Infant and Child“ dar. Watson forderte, dem Kind solle die Mutterliebe entzogen werden, noch bevor es sieben Jahre alt wird. Denn Mutterliebe mache angeblich das Kind abhängig und hindere es daran, die Welt zu erobern. Seiner Ansicht nach schränken übermäßige Liebkosungen das psychische Wachstum ein und behindern spätere Erfolgschancen.
Keine Mutter solle ihr Kind auf den Schoß nehmen. Die Reinlichkeitserziehung solle mit acht Monaten abgeschlossen sein. Watson propagierte eine Spezialkonstruktion, auf der das Kind hinter verschlossenen Türen festgeschnallt wurde, bis es seine Verdauung bewältigt hatte. Es sei auch von Übel, sich zu sehr an vertraute Personen zu gewöhnen. Die Mütter könnten durchaus gewechselt werden. Das Kind solle möglichst viel allein gelassen werden.
Diese Ansichten müssen vor dem Hintergrund der damals üblichen Erziehungsmethoden gesehen werden. Arnold Gesell kritisierte diese in seinem Buch Infant and Child in the Culture of Today von 1943. Er vertrat darin die Ansicht, dass der Konflikt zwischen Natur und Kultur durch den Übereifer von Eltern und Ratgebern unnötig verschärft worden sei. 1946 folgte Benjamin Spock mit seinem Werk Common Sense Book of Baby and Child Care. Darin wandte er sich explizit gegen die Schule von Watson und forderte eine allgemeine Lockerung der Disziplin.

## Werke
- Behaviorismus. Klotz, Frankfurt am Main 2000, ISBN 3-88074-206-5.
- Psychology from the Standpoint of a Behaviorist. Routledge, London 1980, ISBN 0-904014-44-4 (Reprint der Ausgabe Philadelphia 1919)
- Psychological Care of Infant and Child. W. W. Norton, New York 1928